# Sorex mediopua
Sorex mediopua is een zoogdier uit de familie van de spitsmuizen (Soricidae). De wetenschappelijke naam van de soort werd voor het eerst geldig gepubliceerd door Carraway in 2007.

## Voorkomen
De soort komt voor in Mexico.